# Seebüll
Seebüll (en danois Søbøl) est un quartier de la commune de Neukirchen située dans le nord du Land de Schleswig-Holstein, dans le Kreis de Frise-du-Nord.